# Florian Lensing-Wolff
Florian Lensing-Wolff (* 6. November 1930 in Dortmund; † 4. Februar 2011 in Neutraubling-Lerchenfeld) war ein deutscher Zeitungsverleger.

## Leben
Nach dem Abitur machte Florian Lensing-Wolff zunächst in Bremen eine Buchdruckerlehre und studierte anschließend in Hamburg und München Betriebswirtschaft. Als Student in München wurde er Mitglied der katholischen Studentenverbindung K.St.V. Rheno-Bavaria München im KV.

## Wirken
Seit 1957 war er bei den von seinem Onkel Lambert Lensing gegründeten Ruhr Nachrichten in Dortmund tätig und übernahm von 1965 bis 1998 die Leitung dieses Familienunternehmens, das er weiter ausbaute, unter anderem durch Übernahme der Münsterschen Zeitung und der Emsdettener Volkszeitung.
Lensing-Wolff engagierte sich auch in Verbänden des Zeitungswesens, so als Vizepräsident des europäischen Zeitungsverbandes EVPA. Von 1991 bis 1996 war er Aufsichtsratsvorsitzender der Deutschen Presseagentur.

## Ehrungen
Im Jahr 1989 erhielt Lensing-Wolff den Verdienstorden des Landes Nordrhein-Westfalen.